# Ned Sparks

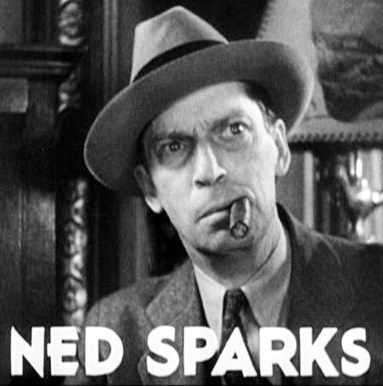
Ned Sparks i en filmtrailer 1933.

Ned Sparks, född 19 november 1883 i Guelph, Ontario, död 3 april 1957 i Victorville, Kalifornien, var en kanadensisk-amerikansk skådespelare. Han medverkade i över 80 Hollywoodfilmer. Han blev ofta typecastad som en cigarrökande karaktär med stenansikte och sarkastisk så kallad deadpanhumor.

## Filmografi, urval
- 1929 – Midnattsmysteriet
- 1929 – Flickan från gatan
- 1932 – Blessed Event
- 1933 – Kärlek efter noter
- 1933 – Alice i Underlandet
- 1933 – 42:a gatan
- 1933 – Lady för en dag
- 1933 – Gold Diggers 1934
- 1934 – Vi som går köksvägen
- 1934 – Uppror mot livet
- 1934 – Hi, Nellie!
- 1936 – Skridskoprinsessan
- 1943 – Den stora stjärnparaden
- 1947 – Handen på hjärtat